# Hayu Raja
Hayu Raja is een bestuurslaag in het regentschap Mandailing Natal van de provincie Noord-Sumatra, Indonesië. Hayu Raja telt 866 inwoners (volkstelling 2010).